# 赤岩旅館
赤岩旅館（あかいわりょかん）は、岡山県真庭市勝山に昭和初期まで存在した旅館。太平洋戦争終結前夜、永井荷風が疎開中の谷崎潤一郎を訪ねて宿泊し、牛鍋を食べた。
2017年現在は、手書き絵葉書の店舗となっている。勝山町並み保存地区に近接している。

## 交通
- JR姫新線中国勝山駅より徒歩3分

## その他
- 谷崎潤一郎が疎開していたところに隣接している。

- 勝山町並み・体験クラフト市2014・2015に、浜村早苗によるお香教室「和の香り*オリジナル匂ひ袋づくり」が行われている[3]。

- 勝山町並み・体験クラフト市2016に、大林直弘によるはり・灸治療体験が行われている[4]。

- 勝山町並み・体験クラフト市2017に、有限会社寿園の梶岡尚生によるお茶づくり・お茶手もみの体験が行われている[5]。